# 心理教育
心理教育（しんりきょういく、Psychoeducation）とは、精神保健問題を抱える患者本人および家族に対して、エンパワーメントおよび最善の対応法を教える患者教育である。 多くの場合、統合失調症、うつ病、不安障害、慢性疾患、摂食障害、パーソナリティ障害によく実施され、その家族もまた対象となる。そのほかにも、災害や犯罪の被害者をはじめ、何らかの困りごとを持つ（もしくは持つ可能性のある）個人や集団、あるいはその支援者など、対象領域が広がってきている。

## 概要
教育の目的は、受講者に現在の疾患と、そのよりよい対処法を学んでもらう事である。さらに、患者自身のキャパシティ、利用可能な資源、コーピング手法を強化し、そして長期的な健康と福利を高めることである。
心理教育単独で実施することもあれば、他の心理社会的援助導入の前段階として実施することもあり、個人を対象とする場合もあれば、同じ困りごとを共有する（共有しうる）集団に対して行われることもあるなど、様々な形式で用いられる。